# شلل جزئي
الشلل الجزئي أو الْخَزَّل في الطب هو شلل لجزء من الجسم، وغالباً ما يكون مصحوباً بـ فقدان الإحساس، وعدم تحكم بحركات الجسم مثل الارتعاش. وتشمل الحالات الطبية التي تنطوي على الشلل: الشلل الدماغي (الذي تسببه آفات معينة داخل الجمجمة)، والشلل العضدي (شلل الذراع)، وشلل بيل (شلل نصف الوجه بسبب التهاب في أعصاب الوجه).